# Bert McCracken
Robert Edward McCracken (Orem, Utah; 25 de febrero de 1982), conocido profesionalmente como Bert McCracken, es el cantante de la banda estadounidense The Used. 

## Biografía
Bert nació en Orem, Utah, Estados Unidos, el 25 de febrero de 1982 y se crio en una familia mormona. Siendo el mayor de tres hermanas (Katie, Melanie, Rachel) y un hermano menor (Joseph Taylor). Disfrutó mucho de la lectura, ya que su madre era maestra de escuela; mientras que su inspiración para convertirse en cantante a una temprana edad, se la debe a Michael Jackson. Asistió a la escuela secundaria Timpanogos por un breve tiempo, antes de abandonarla a los 16 años.
Bert disfrutó de una feliz vida hogareña cuando era niño, pero a medida que creció entró en conflicto con las opiniones de sus padres y la religión mormona, revelándose. Tras abandonar la secundaria, abandonó su hogar poco después. Estuvo sin hogar hasta que hizo dinero para un apartamento, mudándose con Kate, novia de ese entonces. Tiempo después, vivió con su compañero de banda Quinn Allman.
Participó en varias bandas en su adolescencia, entre ellas a los 12 años como trompetista de "I'm With Stupid" y luego como vocalista en Cobra Kai, banda straight edge inspirada en la estética vampiresca de Ink & Dagger, entre 1997 y 1999. De esta fue expulsado por comenzar a fumar marihuana. A su vez, escribió el fanzine "XFEDUPX", junto a Danny Payne, baterista de Cobra Kai.

## The Used
En enero de 2001, cuando la banda llamada Dumb Luck (donde participaban Quinn, Jeph y Branden) buscaba un cantante, Quinn recordó a Bert y fue invitado a probar. Después de recibir las instrumentales, Bert escribió la letra de lo que se convertiría en Maybe Memories y regresó al día siguiente con una versión grabada. Al ser aprobado por la banda, se convirtieron en "Used". Finalmente fueron descubiertos por John Feldmann y firmaron con Reprise Records; se convirtieron en "The Used" cuando se descubrió que una banda de Boston ya había registrado el nombre "Used". El 25 de junio de 2002 lanzaron su álbum debut homónimo.
La banda está conformada actualmente por el bajista Jeph Howard, el baterista Dan Whitesides, el guitarrista Joey Bradford, y Bert. Hasta la fecha, The Used ha publicado siete álbumes de estudio, sumado a varios EPs, singles y directos; teniendo álbumes certificados con oro y platino por la RIAA, y vendiendo más de diez millones de álbumes alrededor del mundo.

## Vida personal

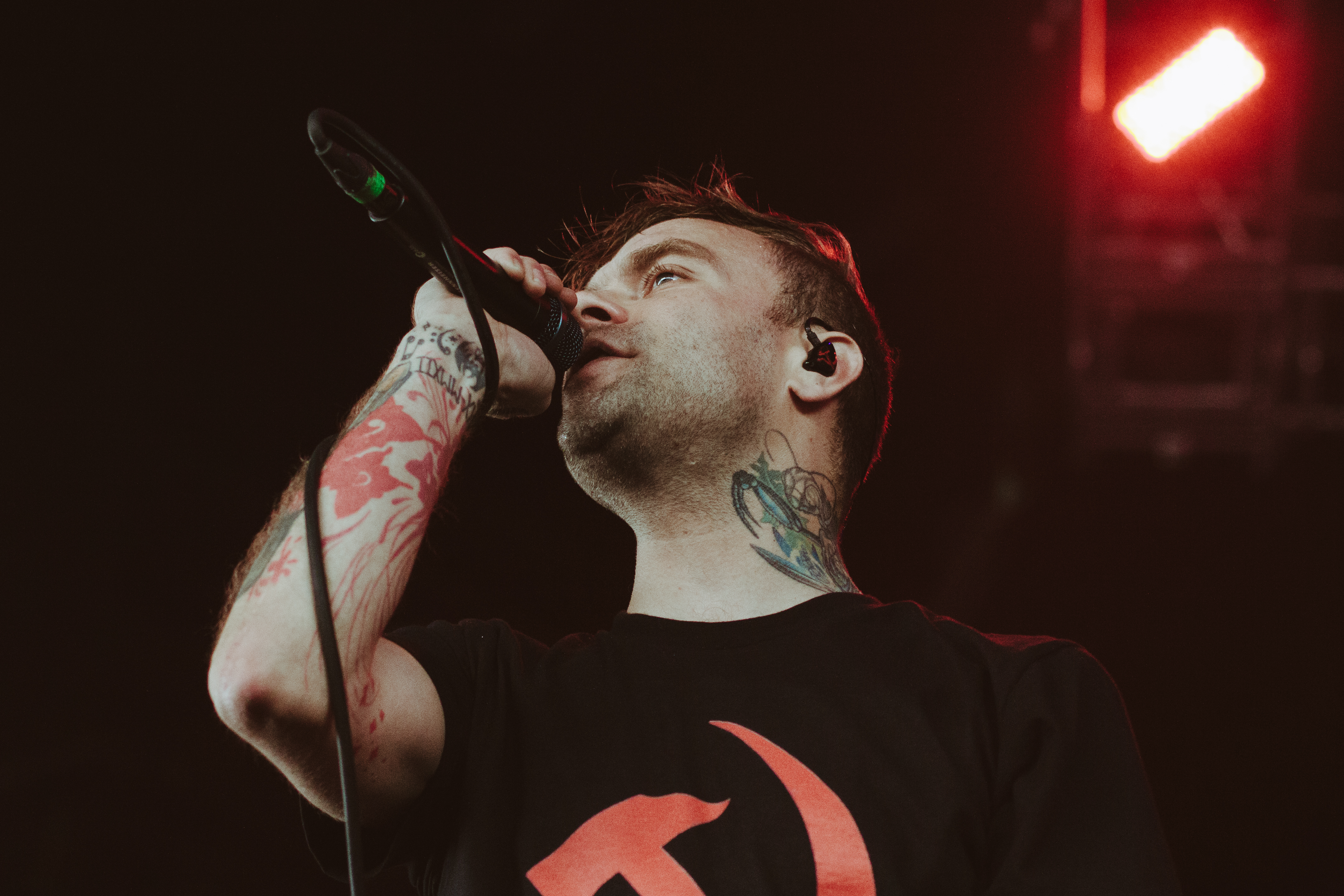
Bert en vivo, 2014

Bert ha declarado admiración por bandas que escuchó en su adolescencia, como Ink & Dagger, The Get Up Kids, Sunny Day Real Estate, Texas is the Reason y Converge. Gran parte de estas fueron CDs obsequiados por un amigo de la secundaria, llamado Blake Donner, quién fue vocalista de la banda hardcore punk Parallax. Este falleció junto a tres jóvenes, ahogados en un túnel en Utah, en agosto del 2005 y a los 24 años.
McCracken apareció en el programa de MTV The Osbournes, mientras salía con Kelly Osbourne, obteniendo la desaprobación de sus padres.
En 2004, Kate, la exnovia de McCracken, que estaba embarazada, murió de una sobredosis de drogas; esto mientras estaban en la grabación de In Love and Death.
En julio de 2008, McCracken se casó con Allison Schneider, su novia australiana, en una ceremonia privada en Los Ángeles. En julio de 2013, se mudaron desde Los Ángeles a Sídney. En dicho lugar nació su hija, Cleo Rose McCracken, en enero de 2014. Su segunda hija, Minerva "Minnie" Bloom McCracken nació el 23 de marzo de 2018.
McCracken ha luchado contra la adicción a las drogas y el alcoholismo en el pasado, problemas a los que hace referencia en la canción Bulimic, del álbum homónimo. Sin embargo, desde entonces ha superado sus adicciones, estando sobrio desde 2012.
Bert McCracken ha expresado su apoyo a Palestina, además de ser crítico con los aspectos de cultura y sociedad estadounidense contemporánea, como la influencia de las grandes corporaciones en la industria musical; lo que en parte provocó su traslado a Australia. Sus opiniones políticas también influyeron en el contenido lírico del álbum Imaginary Enemy, de 2014.
Aproximadamente un año antes de la grabación del álbum de The Canyon (2017), el amigo de McCracken, Tregen, se suicidó, influyendo en gran parte las líricas del álbum.

## Discografía
The Used
- 2002: The Used
- 2004: In Love and Death
- 2007: Lies for the Liars
- 2009: Artwork
- 2012: Vulnerable
- 2014: Imaginary Enemy
- 2017: The Canyon
- 2020: Heartwork
- 2023: Toxic Positivity

Colaboraciones

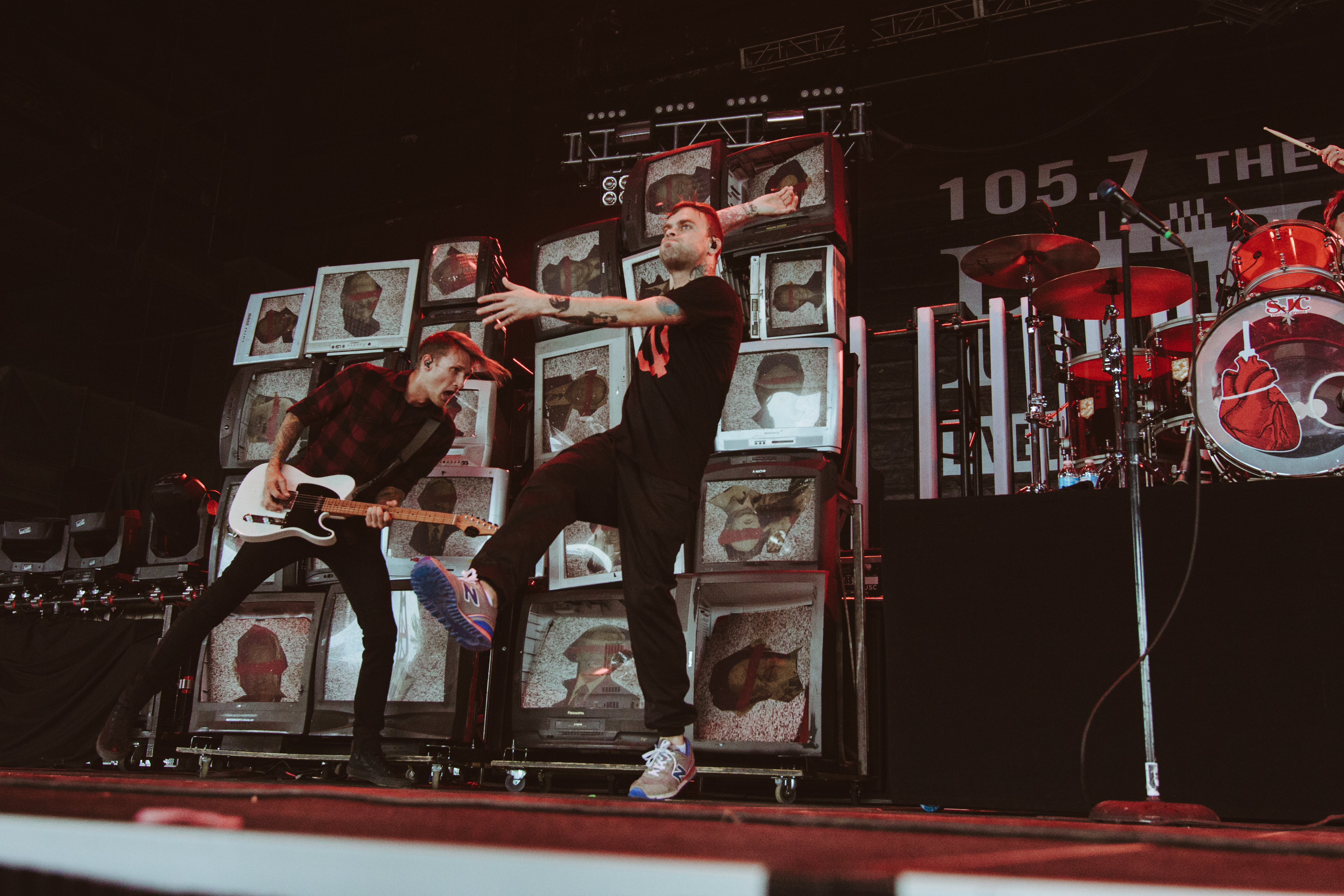
Justin Shekoski (exguitarrista) y McCracken, presentándose con The Used en 2015

- 2002: Goldfinger feat. Bert McCracken – "Open Your Eyes" – Open Your Eyes
- 2002: Goldfinger feat. Bert McCracken – "Spokesman" – Open Your Eyes
- 2002: Goldfinger feat. Bert McCracken – "Woodchuck" – Open Your Eyes
- 2004: My Chemical Romance feat. Bert McCracken – "You Know What They Do To Guys Like Us In Prison" – Three Cheers for Sweet Revenge
- 2004: Linkin Park feat. Bert McCracken – "Faint" (En vivo) en Projekt Revolution
- 2005: Goldfinger feat. Bert McCracken – "Ocean Size" – Disconnection Notice
- 2005: Street Drum Corps y Bert McCracken – "Happy X-Mas (War Is Over)" – Taste of Christmas
- 2006: The Distance feat. Bert McCracken – "At Least I'm Good at Something" – The Rise And Fall And Everything in Between
- 2008: Goldfinger feat. Bert McCracken y Monique Powell – "Handjobs For Jesus" – Hello Destiny
- 2013: Black Veil Brides feat. Bert McCracken – "Days Are Numbered" – Wretched and Divine: The Story of the Wild Ones
- 2020: Machine Gun Kelly feat. Bert McCracken y Yungblud – "Body Bag" – Tickets to My Downfall
- 2023: Demi Lovato feat. Bert McCracken – "Give Your Heart a Break" (Rock Version) – Revamped
- 2024: Escape the Fate feat. Bert McCracken – "Dearly Departed" – Out of the Shadows 2.0
- 2024: The Funeral Portrait feat. Bert McCracken – "You're So Ugly When You Cry" – Greetings from Suffocate City